# ガブリエル・シグア
ガブリエル・シグア（Gabriel Sigua グルジア語: გაბრიელ სიგუა, 2005年6月30日 - ）は、ジョージア・クヴェモ・カルトリ州ルスタヴィ出身のサッカー選手。スイス・スーパーリーグ・FCバーゼル所属。ポジションはMF。

## クラブ経歴
ユース時代は地元のFCルスタヴィを経てFCサブルタロに所属。
2018年にFCディナモ・トビリシのユースチームに入団。2022年にトップチームに昇格し、8月7日の国内カップ戦サカルトヴェロス・タシのFCサムトレディア戦でプロデビュー。2023年シーズンに先発に定着し、同シーズン途中まで3ゴールを決めた。
2023年7月12日、FCバーゼルと5年契約を締結した。

## 代表経歴
2021年からユース世代のジョージア代表に招集され、2023年3月には17歳でフル代表に招集。同月25日のモンゴル戦に後半19分に起用され、代表デビュー。
2024年5月24日に発表されたUEFA EURO 2024の代表メンバーには当初は選出されなかったが、同月30日に負傷により辞退したジャバ・カンカヴァに代わって追加招集された。